# Jones Mwewa
Jones Mwewa (ur. 12 marca 1973 w Ndoli, zm. 18 listopada 2011 w Kitwe) – piłkarz zambijski grający na pozycji obrońcy. W latach 1995–2002 grał w reprezentacji Zambii.

## Kariera klubowa
Karierę piłkarską Mwewa rozpoczął w klubie Power Dynamos z miasta Kitwe. W 1993 roku zadebiutował w jego barwach w zambijskiej Premier League. Grał w nim do 2002 roku. Wraz z Power Dynamos trzykrotnie wywalczył mistrzostwo Zambii (1994, 1997, 2000). Zdobył też Puchar Zambii (1997, 2001) i Challenge Cup (2001).
W latach 2003–2004 Mwewa grał w Konkola Blades z Chililabombwe, w którym zakończył karierę.

## Kariera reprezentacyjna
W reprezentacji Zambii Mwewa zadebiutował w 1995 roku. W 1996 roku zagrał 1 mecz w Pucharze Narodów Afryki 1996 (Zambia zajęła na nim 3. miejsce), z Ghaną. W 2000 roku wystąpił 1 raz w Pucharze Narodów Afryki 2000, z Senegalem (2:2). Z kolei w 2002 roku został powołany do kadry na Puchar Narodów Afryki 2002. Na nim wystąpił w jednym spotkaniu, z Tunezją (0:0). W kadrze narodowej grał do 2002 roku.

## Śmierć
Zmarł 18 listopada 2011 w swoim domu w Kitwe.